# Paladins
Paladins— многопользовательский free-to-play шутер от первого лица, разрабатываемый компанией Hi-Rez.
Игра стала доступна в раннем доступе в Steam в сентябре 2016. Согласно данным Steam Spy, за первую неделю после релиза в Steam игра была скачана 800 тысяч раз и вошла в десятку самых популярных бесплатных игр.
В ответ на обвинения в том, что игра является клоном Overwatch, COO компании Hi-Rez Тодд Харрис заявил, что разработчики Paladins, в первую очередь, были вдохновлены Team Fortress 2, а также прошлыми играми Hi-Rez — Studios Global Agenda и Tribes: Ascend.
Открытое бета тестирование для PlayStation 4 и Xbox One началось 3 мая 2017 года. Версия отличается лишь тем, что управление происходит на геймпаде.

## Сюжет
Мир игры представляет собой фэнтезийное королевство, где люди сосуществуют с другими разумными народами, такими как эльфы, орки, великаны, гоблины и прочие. Ранее порядок в королевстве поддерживали Паладины — орден могущественных волшебников, защищавших цивилизацию и пресекавших войны. Однако, в королевстве началась эпоха индустрилизации: кристаллы, служившие источником сил для многих колдунов, теперь используются и как топливо для механических устройств, налажено производство огнестрельного оружия и подобных механизмов. Тем не менее, Магистрат — действующее правительство королевства во главе с высшим паладином Карнэ — установили жестокие законы, запрещающие гражданам использовать кристаллы без соответствующего одобрения властей. Многим жителям королевства такие перемены пришлись не по нраву, и Валера, бывшая коллега Карнэ по старому ордену, организовала движение Сопротивления для упразднения жестоких порядков Магистрата и вольного применения кристаллов в мирной промышленности.
Дальнейшее продвижение истории создателями игры показано отрывками, довольно мутно. 
После сопротивления двух сторон (Паладины и Магистрат) и выпуска нескольких персонажей, игрокам была представлена Бездна-непонятное глобальное явление, существо, которое медленно поглощает Королевство и принимает его форму. За свое существование Бездна создала своих представителей, которые продолжили существовать в Королевстве после своей смерти (например, Дредж, Серис. А также Кэсси, которая подписала контракт с Бездной, но пока ещё не умирала).
После поглощения Бездной Королевства появилась Тьма — что-то во много раз более могущественное, способное уничтожить всё живое гораздо быстрее Бездны. В отличие от Бездны, Тьма является сгустком живых существ, которые навеивают мрак над землями Королевства.
У Тьмы, как и у Бездны, есть свой представитель, но всего один-Ягорат (у Бездны несколько: Демон Раум, Зелёный дракон и Кракен). У Ягорат есть помощница Вора-Девушка, отступившаяся от Веры в Богиню Луны Ио, после того, как разочаровалась в ней.
Перед наступлением Тьмы одновременно и в игре и в истории игры появился Атлас-путешественник во времени, единственный, кого не коснулась Тьма. В прошлое он пришёл, чтобы уничтожить тьму вместе со своим отцом Лексом. Позже к ним присоединилась Октавия (и весь Трибунал соответственно)

## Игровой процесс
Каждый игрок играет за одну из двух команд и контролирует чемпиона (от англ. champion) с уникальными характеристиками, по ходу игры достигая целей, необходимых для победы. Чемпионы в Paladins разделяются на 4 класса:
- Урон — герои, наносящие высокий урон и являющиеся основной огневой мощью команды.
- Фланг — герои, создающие помехи врагу, устраняющие ключевые цели.
- Танк — защитники, отличающиеся большим количеством здоровья и обладающие щитовыми способностями.
- Поддержка — герои, способные исцелять союзников и выполнять другие полезные задачи (например, замедлять и оглушать врагов).

Каждый герой носит уникальное оружие и имеет 4 уникальных навыка, включая ультимативную способность. В отличие от обычных навыков, ультимативная способность не имеет времени восстановления, а имеет шкалу, заряд которой должен заполниться. Заряд заполняется по 1 % каждые 2 секунды. Ускорить его можно нанося урон противникам и совершая убийства или устранения. После использования ультимативной способности заряд шкалы снова опускается до 0 %.

## Режимы игры
- Осада — сражение, целью которого является успешно захватить точку и доставить груз на базу противника. За захват точки команда получает 1 очко, за успешную доставку груза — ещё 1. Если защищающаяся команда успешно защитит свою базу, то есть не даст захватившим доставить груз, она так же получает 1 очко. Побеждает команда, набравшая 4 очка.
  - Состязание — игра 5х5 с игроками вашего рейтинга. Для Состязаний доступен только режим Осады. Команды поочерёдно запрещают и выбирают чемпионов. В отличие от свободного режима, выбрать чемпионов, которых выбрал враг, вы не можете. Также вы сразу видите каких чемпионов выбрал враг, что существенно влияет на геймплей, так как вам нужно выбрать чемпионов, которые подходят для уничтожения врага именно в этом наборе
- Командный бой насмерть — командное сражение с целью быстрее противника набрать 40 убийств.
- Натиск — сражение на картах меньшего размера, основной целью которого является устранение вражеских игроков, а второстепенной — удерживание точки. За каждого убитого врага команда получает 5 очков, за каждую секунду на точке — 2 очка. Время возрождения игроков сокращено. Побеждает та команда, которая набрала 400 очков, или за 10 минут игры набрала больше очков, чем команда противника.
- Пользовательская игра — матч, настраиваемый игроками. Можно выбрать количество игроков в команде, тип драфта, карту и режим.
- Стрельбище — площадка для отработки игровых навыков.
- Обучение — вводный курс в игру.

В недавних обновлениях разработчики объявили о новых режимах (всего их будет 8), которые будет заменять себя в определённые дни.
Ранее также существовали следующие игровые режимы:
Тест-карты — аналогичен Осаде, но происходит на тестовых картах сделанных пользователями без текстур.
- Груз — аналогичен Осаде, но без захвата точек. Атакующая команда пытается доставить груз до вражеской базы за определённое время, другая команда защищается. В случае успешной доставки груза или истечения времени команды меняются сторонами. Побеждает команда, доставившая груз до базы противника быстрее. Данный режим был удалён из игры и заменён режимом Командный deathmatch в 65-м обновлении открытого бета-тестирования.
- Выживание — сражение из пяти раундов на картах меньшего размера, цель которого — устранить всех игроков вражеской команды прежде, чем они устранят вас. У карты имеется эпицентр, к которому через несколько секунд после начала матча с краёв карты начинает надвигаться смертельный туман. Туман так же наносит урон; умершие игроки не возрождаются до начала следующего раунда. Если команда переживает раунд, она получает 1 очко. Побеждает команда, первой набравшая 5 очков. В обновлении 52 бета-теста игры данный режим был заменён на режим Натиск.[5]
- PvE — сражение против 5 усиленных противников-ботов, зачастую имеющих увеличенное здоровье и урон. Этот режим был удалён в обновлении 49 бета-теста игры на доработку.

## Сопутствующие игры

### Realm Royale
Realm Royale (ранее Paladins: Battlegrounds) — первый геройский шутер в жанре «королевской битвы». Изначально был добавлен как один из игровых режимов, но теперь планируется релиз в качестве отдельной игры. 100 игроков окажутся на обширной карте, размером превосходящей самую большую карту в режиме Осада более чем в 300 раз. Игрокам предстоит объединяться в команды, исследовать игровой мир на ездовых животных и искать оружие и припасы. Угрожать им будут не только другие пользователи, но и быстро надвигающийся туман, который грозит гибелью.
В 2020 году игра была закрыта из-за плохого наплыва игроков, несмотря на то что после выхода игроков было очень много

### Paladins Strike
Paladins Strike — отдельное приложение для iOS и Android по мотивам оригинальной игры. Представляет собой командный шутер от 3-го лица с сенсорным управлением.

## Карточная система и внутриигровые предметы
Для персональной настройки героев под свой стиль игры существует система карт. С помощью карт можно добавить чемпионам различные бонусы, такие, как увеличение магазина или снижение времени восстановления той или иной способности. Из карт собираются колоды; одновременно можно иметь до 5 колод на каждого чемпиона, не считая начальной. На каждого чемпиона приходится по 20 карт: по 4 для модификации каждого из навыков и 4 таланта (после патча от 2019 года у всех персонажей лишь по 3 таланта). Таланты выбираются отдельно и не могут быть добавлены в колоду.
В течение каждого матча игрокам доступна возможность покупать внутриигровые предметы, дающие бонус против врагов в конкретном матче, например, увеличить урон по вражеским щитам, ухудшить исцеление противника. Предметы покупаются за кредиты, которые пассивно зарабатываются во время матча, либо начисляются в скором порядке за захват контрольных точек, сопровождение груза, убийство вражеских игроков, лечение союзников и так далее.

## Отзывы и продажи
Летом 2018 года, благодаря уязвимости в защите Steam Web API, стало известно, что точное количество пользователей сервиса Steam, которые играли в игру хотя бы один раз, составляет 14 371 946 человек.